# Врабчище
Врабчище или Врабчища (на македонска литературна норма: Врапчиште; на албански: Vrapçishti, Врапчищи) е село в Северна Македония, център на община Врабчище.

## География
Селото е разположено на 4 километра северно от Гостивар в източното подножие на планината Шар (масива Враца).

## История
В края на XIX век Врабчище е голямо предимно мюсюлманско село в Гостиварска нахия на Тетовска каза на Османската империя. Според статистиката на Васил Кънчов („Македония. Етнография и статистика“) в 1900 година Врапчища има 350 жители българи християни, 1300 турци, 165 арнаути мохамедани и 50 цигани.
Между 1896 и 1900 година християните в селото преминават под върховенството на Българската екзархия. Според секретаря на екзархията Димитър Мишев („La Macédoine et sa Population Chrétienne“) в 1905 година във Врабчица има 344 българи екзархисти. Според секретен доклад на българското консулство в Скопие 4 къщи в селото през 1906 година под натиска на сръбската пропаганда в Македония признават Цариградската патриаршия.
В 1913 година селото попада в Сърбия. Според Афанасий Селишчев в 1929 година Врапчища е център на Галатска община в Горноположкия срез с 4 села и има 394 къщи с 2120 жители българи, турци, албанци и цигани.
Според преброяването от 2002 година селото има 4874 жители.
| Националност | Всичко |
| македонци    | 172    |
| албанци      | 1777   |
| турци        | 2899   |
| роми         | 0      |
| власи        | 0      |
| сърби        | 0      |
| бошняци      | 0      |
| други        | 26     |

## Личности
Родени във Врабчище
- Кемал Илязи Аручи (1920-1977), проповедник, османист и поет
- Кенан Хасипи (р. 1955), политик от Северна Македония, депутат и председател на ДПТМ
- Кузман Филипов, български революционер от ВМОРО, четник на Лазар Димов[7]
- Мохамед Аручи, северномакедонски и турски теолог
- Сали Мурати (р. 1966), северномакедонски юрист
- Яничие Димитриевич (1879/1880 – 1946), сръбски лекар, депутат, дипломат